# Лембрук
Лембрук (пол. Lembruk, нім. Langenbrück) — село в Польщі, у гміні Мронгово Мронґовського повіту Вармінсько-Мазурського воєводства.